# (1776) Kuiper
(1776) Kuiper – planetoida z pasa głównego planetoid okrążająca Słońce w ciągu 5 lat i 172 dni w średniej odległości 3,1 au. Została odkryta 24 września 1960 roku w Obserwatorium Palomar w programie Palomar-Leiden-Survey przez Cornelisa i Ingrid van Houtenów na płytach Palomar Schmidt wykonanych przez Toma Gehrelsa. Nazwa planetoidy pochodzi od Gerarda Kuipera, amerykańskiego astronoma pochodzenia holenderskiego, odkrywcy dwóch księżyców w Układzie Słonecznym a także Pasa Kuipera. Przed jej nadaniem planetoida nosiła oznaczenie tymczasowe (1776) 2520 PL.